# Lexicon technicum

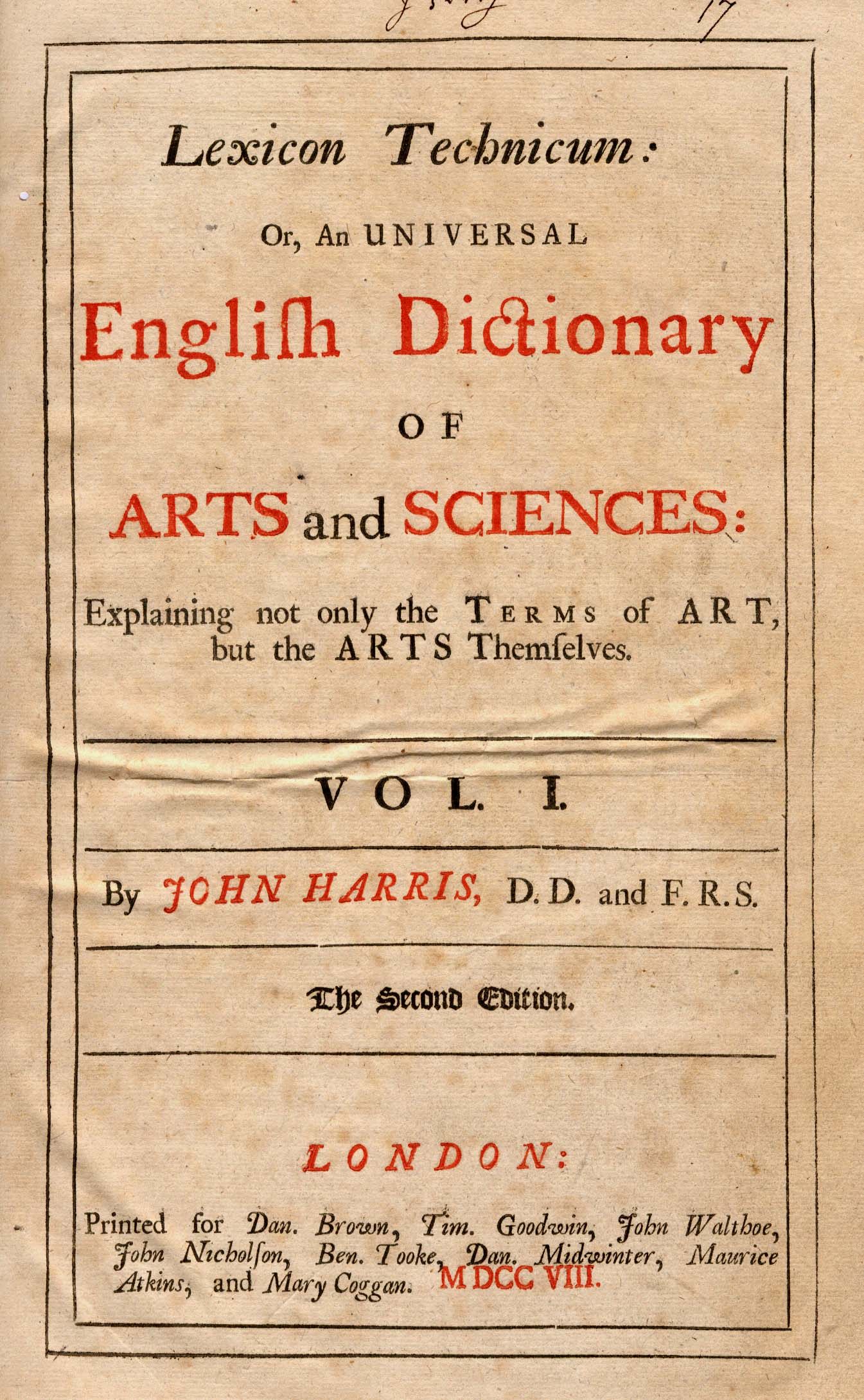
Titelseite der 2. Ausgabe von 1708

Das Lexicon technicum ist eine Enzyklopädie von John Harris (1666–1719).
Der Mathematiker John Harris veröffentlichte 1704 in London das Lexicon technicum: or, an universal english dictionary of arts and sciences. Das Lexicon technicum gilt als erste allgemeine Enzyklopädie, die einen Schwerpunkt im Bereich der Technik und der Wissenschaften setzte und ist die erste alphabetisch geordnete Enzyklopädie in englischer Sprache. 1736 erschien in London die fünfte Auflage in zwei Bänden.
Das Lexicon technicum war auch ein Vorbild für Ephraim Chambers’ Cyclopaedia und wird von Denis Diderot als eine der Quellen für die Encyclopédie gewürdigt.